# Ambrosio Cavero Donayre
Ambrosio Aquiles Cavero Donayre es un político peruano. Fue alcalde provincial de Ica entre 1987 y 1989 y alcalde del distrito de Subtanjalla entre 1981 y 1986 y entre 1999 y 2002.
Nació en la ciudad de Ica, Perú, el 16 de octubre de 1947. Cursó sus estudios primarios y secundarios en su ciudad natal. Entre 1969 y 1975 cursó estudios superiores de economía en la Universidad Nacional San Luis Gonzaga.
Su primera participación política fue en las elecciones municipales de 1980 en las que fue elegido alcalde del distrito de Subtanjalla por la Izquierda Unida y reelegido tres años después en las elecciones de 1983, ejerciendo ese cargo hasta 1986. En las elecciones de este mismo año, fue elegido alcalde provincial de Ica, cargo que ejerció hasta 1989. No postuló a ningún cargo público hasta 1998 en el que tentó nuevamente la alcaldía de Subtanjalla pero esas elecciones fueron anuladas por el Jurado Nacional de Elecciones. En las elecciones municipales complementarias de 1999 fue reelegido como alcalde de ese distrito. Tentó la reelección en 2002 sin éxito. Participó en las elecciones regionales del 2010 como candidato a presidente regional de Ica sin éxito.